# (597614) 2007 RM314
(597614) 2007 RM314 est un objet transneptunien du groupe des objets épars.

## Caractéristiques
(597614) 2007 RM314 mesure environ 210 km de diamètre.